# Szymkowszczyzna (rejon wilejski)
Szymkowszczyzna – dawna kolonia i leśniczówka. Tereny na których był położony, leżą obecnie na Białorusi, w obwodzie mińskim, w rejonie wilejskim, w sielsowiecie Dołhinów.

## Historia
W czasach zaborów w granicach Imperium Rosyjskiego.
W latach 1921–1945 leśniczówka i folwark a następnie kolonia leżała w Polsce, w województwie nowogródzkim (od 1926 w województwie wileńskim), w powiecie duniłowickim (od 1926 w powiecie wilejskim), w gminie Budsław.
Według Powszechnego Spisu Ludności z 1921 roku zamieszkiwało folwark 67 osób, 63 było wyznania rzymskokatolickiego a 4 prawosławnego. Jednocześnie wszyscy mieszkańcy zadeklarowali polską przynależność narodową. Było tu 6 budynków mieszkalnych. W Wykazie miejscowości wyszczególniono kolonię (wcześniejszy folwark) i leśniczówkę. Zgodnie ze spisem z 1931 kolonię w 22 domach zamieszkiwało 133 osoby, a leśniczówkę 6 osób w 1 domu.
Miejscowość należała do parafii rzymskokatolickiej w Budsławiu i prawosławnej w Dołhinowie. Podlegała pod Sąd Grodzki w Krzywiczach i Okręgowy w Wilnie; właściwy urząd pocztowy mieścił się w Budsławiu.